# Jozef Gregor-Tajovský
Jozef Gregor-Tajovský (Tajó, 1874. október 18. - Pozsony, 1940. május 20.) szlovák realista költő, író, újságíró, tanár, hivatalnok, politikus.

## Élete

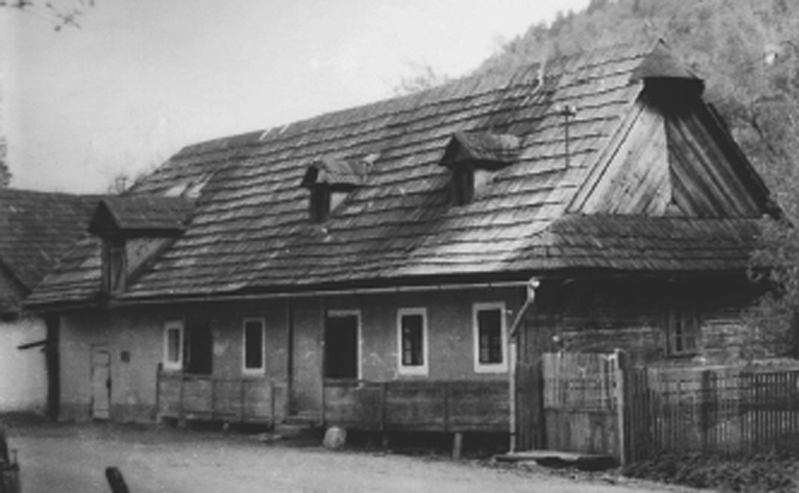
Szülői háza Tajón

Szülei František Alojz Gregor (1849–1922) kézműves, cipész és Anna Grešková (1853–1925). 8 testvére volt, köztük Eduard Gregor népművész faragó. 1907-től felesége Hana Gregorová (1885-1958) és Dagmar (1916-2004) is alkotó irodalmárok voltak.
Előbb a tajói népiskolát, majd 1886-1889 között a besztercebányai polgárit látogatta. Besztercebányán oktatója volt többek között Stollmann Andor. Ezt követően 1889-1993 között a znióváraljai tanítóképzőben tanult. 1898-1900 között a prágai Kereskedelmi Akadémián tanult, ahol a Detvan tagja lett. 1893-1904 között tanított.
1915-ben behívták és az orosz fronton átfutva hadifogságba esett. 1917-ben belépett a csehszlovák légióba. 1920-ban tért vissza, előbb Turócszentmártonban, majd Pozsonyban élt. 1925-ben nyugdíjazták.
A szlovák irodalmi realizmus második hullámához tartozott, a szlovák realista dráma alapítója.

## Emléke
Többek között Besztercebányán és Szencen viseli nevét iskola.

## Művei
- 1910 – Umrel Tomášik
- 1910 – Lacná kúpa a predsa draho padla!
- 1910 – Spod kosy
- 1911 – Tŕpky
- 1911 – Jano Mráz
- 1911 – Kosec Môcik
- 1912 – Slovenské obrázky
- 1912 – Tma, "Výjav z ľudu"
- 1914 – Výklad programu Slovenskej národnej strany
- 1915 – Tragik z prinútenia, dráma
- 1915 – Jubileum, dráma
- 1919 – Prvý máj
- 1919 – Rozprávky z Ruska, próza s vojnovou tematikou
- 1919/1920 - Na vojne, so 6. obrázkami zo života česko-slovenských dobrovoľníkov.
- 1920 – Na front a iné rozprávky
- 1920 – Rozprávky o československých legiach v Rusku
- 1922 – Sova Zuza, bábková hra (Slovenské pohľady)
- 1923 – Smrť Ďurka Langsfelda, történelmi színjáték
- 1930 – Jej prvý román, komédia
- 1934 – Blúznivci, történelmi színjáték
- 1934/1935 – Sokolská rodina, vígjáték
- 1938 – Hrdina, történelmi színjáték